# Daze (musikgrupp)
Daze är en dansk bubblegumdancegrupp, som 1997-1998 hade framgångar med låtarna Superhero och Together Forever. Efter dessa succéer gjorde gruppen albumet Superheroes.

## Diskografi

### Singlar
- 1997 – Superhero
- 1997 – Toy Boy
- 1997 – Tamagotchi
- 1997 – In the Middle of the Night
- 1998 – Together Forever (The Cyber Pet Song)
- 1998 – Feliz Navidad
- 1999 – 15 Minutes of Fame
- 2000 – 2nd Chance
- 2012 – Fool Me
- 2013 – We Own the Universe

### Album
- 1997 – Super Heroes
- 1999 – They Came To Rule